# Cerkiew Trójcy Świętej w Yonkers
Cerkiew Trójcy Świętej – parafialna cerkiew prawosławna w Yonkers.
Cerkiew została wzniesiona w latach 1904–1905 na potrzeby działającej od sześciu lat parafii założonej przez ukraińskich emigrantów z Galicji. Była to trzecia świątynia wspólnoty: pierwsza znajdowała się w wynajmowanym domu mieszkalnym, zaś druga, pod wezwaniem św. Jana Chrzciciela, spłonęła w 1901. W 1906 gotowy obiekt poświęcił biskup Aleutów i Alaski Tichon (Bieławin). Po 1917, gdy liczba prawosławnych parafian w Yonkers szybko wzrosła, powiększając się o emigrantów z Rosji, świątynia została rozbudowana.
Świątynia wzniesiona jest z cegły, jej wyposażenie było sukcesywnie wykonywane przez parafian. Ikonostas wykonał Frank Misner bezpośrednio po wykończeniu gmachu cerkwi (w latach 70. zastąpiła go nowa konstrukcja), po 1917 zostały do niej wstawione witraże oraz dodatkowe ikony. Po 1990 dokonano całościowego remontu wnętrza.